# Peter Tranberg
Peter Tranberg (født 28. juli 1978 i Støvring) er en tidligere dansk fodboldspiller, der senest spillede for Blokhus FC i 1. division. Han spillede på midtbanen og har tidligere været holdets anfører.

## Karriere

### AaB
Tranberg fik sin fodboldopdragelse i Støvring IF. Han fik debut for 1. holdet i AaB, da han 1. juni 1997 kom på banen i superligakampen mod Akademisk Boldklub på Aalborg Stadion. I løbet af 8 sæsoner i AaB, nåede Tranberg i alt at spille 130 kampe for 1. holdet, hvoraf de 98 var i Superligaen. Tranberg scorede 6 mål i Danmarks bedste række for AaB.
Efter flere kontraktforlængelser i perioden 1997 til 2005, valgte klubben og Tranberg at stoppe samarbejdet i sommeren 2005. Peter Tranbergs sidste kamp i AaBs trøje blev den 27. november 2004 på hjemmebane mod OB.

### Fylkir
I august 2005 tog Peter Tranberg til Island, hvor han skrev en korttidskontrakt med klubben Fylkir fra hovedstaden Reykjavik. Her blev han holdkammeret med sin tidligere kollega i AaB, angriberen Christian Christiansen. Klubben lå på daværende tidspunkt i den nederste del af den bedste islandske række, Úrvalsdeild. Efter sæsonafslutning nogle måneder senere overlevede klubben i rækken, og Tranberg rejste retur til Nordjylland.

### Jetsmark IF / Blokhus FC
Peter Tranberg kom efter opholdet i Island, til den nordjyske klub Jetsmark Idrætsforening i Pandrup. Da klubben i sommeren 2008 overgik til eliteoverbygningen Blokhus FC fulgte Tranberg med. I december 2008 forlængende parterne kontrakten, så den var gældende til udgangen af 2010. Aftalen blev i december 2010 forlænget med yderlige 6 måneder.
11. juni 2011 kunne Tranberg som anfører for Blokhus FC, løfte pokalen som vinder af 2. division Vest. Ugen efter rykkede holdet op i 1. division for første gang i klubbens historie, efter en play-off sejr over Nordvest FC. Efter oprykningen var Tranberg uden en kontrakt, men gik i dialog med klubben om en forlængelse af aftalen. I midten af juli 2011 forlængede Tranberg og Blokhus FC samarbejdet til slutningen af 1. division 2011-12. I sommeren 2012 valgte Tranberg at indstille karrieren.

## Galleri
- Peter Tranberg fan-banner
- Tranberg modtager pokalen som vinder af 2. division Vest.